# Genitorturers
Genitorturers ist eine US-amerikanische Industrial-Metal-/Industrial-Rock-Band mit Elektro- und Hardcore-Punk-Einflüssen. Die Band bezeichnet sich selbst als „the world's sexiest Rock Band“.

## Geschichte
Die Band wurde 1991 von Sängerin Gen, der Ehefrau von David Vincent, Sänger und Bassist von Morbid Angel, in Orlando, Florida gegründet. Dieser war als Studiobassist auf dem 1993 veröffentlichten Debütalbum 120 Days of Genitorture unter dem Pseudonym Evil D beteiligt. Das Album erschien bei IRS, einem Sublabel von Capitol Records. Es folgte eine ausgedehnte Tournee durch die Vereinigten Staaten und Europa. Nach dem Bankrott ihres Labels IRS war die Gruppe zunächst ohne Plattenvertrag, veröffentlichte aber 1997 mit Society of Genitorture ein Video als Zeichen an ihre Fans, dass die Gruppe noch aktiv ist. Im Anschluss ging die Band mit The Electric Hellfire Club auf USA-Tournee. Im Auftrag von Cleopatra Records coverte Genitorturers den AC/DC-Titel Squealer für ein Tribut-Album und wurde danach von dem Label unter Vertrag genommen. 1998 erschien dort das zweite Album Sin City. In der Folgezeit widmeten sich die Bandmitglieder ihren Soloprojekten, bevor 2002 die EP Flesh Is the Law bei Dream Catcher erschien. Nach der Veröffentlichung der DVD Sin City Live 2007 wurde es erneut ruhig um die Gruppe, bevor Ende 2009 in den USA und 2010 in Europa das bislang letzte Album Blackheart Revolution von Season of Mist veröffentlicht wurde.
Die Bühnenshows beinhalten explizite Darstellungen aus dem BDSM-Bereich. Es werden für jedes Konzert Personen gesucht, die bereit sind, als Darsteller im Rahmen ihrer Möglichkeiten und Neigungen teilzunehmen.

## Diskografie

### Alben
- 1993: 120 Days of Genitorture (IRS Records / Capitol)
- 1998: Sin City (Cleopatra Records / Gforce Records)
- 2000: X Sin City Japan (Wiederveröffentlichung; ZAIN / Big MF)
- 2000: Machine Love (Remixalbum; Cleopatra Records)
- 2002: Public Enemy (Japan)
- 2009: Blackheart Revolution (Gforce/MVD, Season Of  Mist, RIOT Entertainment, Dynamo Records)

### EPs
- 2003: Flesh Is the Law (Dream Catcher/SPV, Big MF, Gforce Records)

### VHS und DVDs
- 1997: Society of Genitorture (VHS; G-Spot Films)
- 2001: The Society of Genitorture (DVD; MVD – Music Video Distributers / G-Spot Films)
- 2007: Live in Sin (DVD; MVD – Music Video Distributers)

### Filmmusik und Videospielmusik
- 1999 Filmmusik: Raging Hormones
- 2003 Filmmusik: Vampire Clan
- 2003 Filmmusik: Bike Week Exposed
- Nov. 2004 Videospiel: Vampire: The Masquerade-Bloodlines Activision
- Juni 2004 Videospiel: True Crime Streets of LA Activision (4 Lieder)